# Лютцельштейн (пфальцграфство)

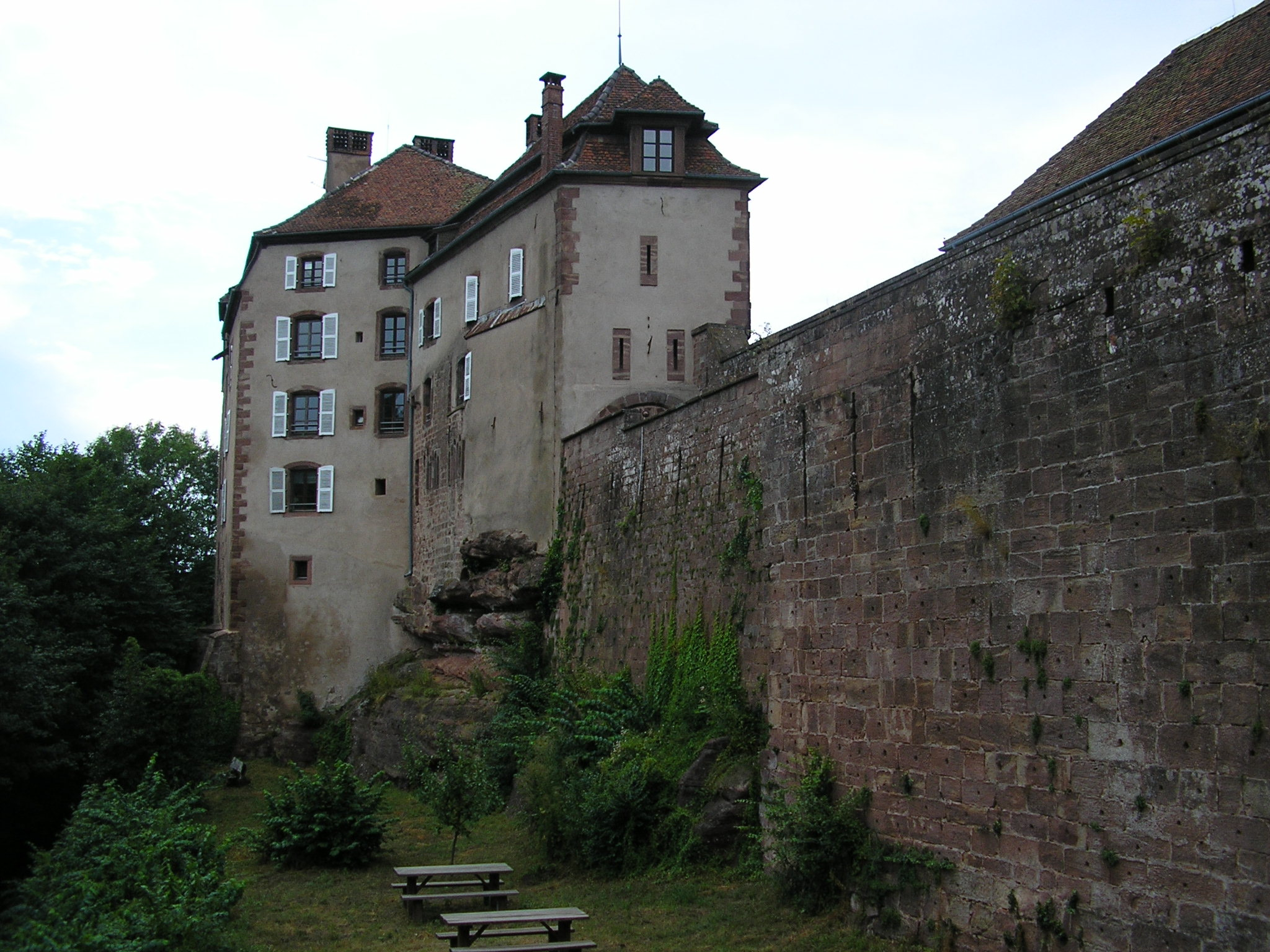
Замок Лютцельштейн

Пфальцграфство Лютцельштейн (нем. Lützelstein) — княжество в составе Священной Римской империи, существовавшее с 1598 до 1697 года.
Замок Лютцельштейн с XII века принадлежал графам Лейнингена. В 1462 году, после прекращения их рода, его захватил курфюрст Пфальца Фридрих I.
В 1553 году при очередном разделе Пфальца Лютцельштейн достался Вольфгангу Цвейбрюккенскому, который уступил его своему дяде Рупрехту фон Фельденцу. Сын последнего Георг Ханс I умер в 1592 году, после чего его владениями от имени детей управляла его вдова Анна Мария Шведская.
В 1598 году её сыновья разделили отцовское наследство, и Лютцельштейн с окрестностями получил Ханс Август. Он умер в 1611 году бездетным. Ему наследовал младший брат — Ханс II фон Пфальц-Гуттенберг, который назвал свои укрупнённые владения пфальцграфством Лютцельштейн-Гуттенберг. Он тоже умер, не оставив прямых наследников (1654), и его княжество снова отошло Пфальц-Фельденцу.
По Рисвикскому договору 1697 года Лютцельштейн вошёл в состав Франции.